# Ephedrus helleni
Ephedrus helleni är en stekelart som beskrevs av Mackauer 1968. Ephedrus helleni ingår i släktet Ephedrus och familjen bracksteklar. Arten är reproducerande i Sverige. Inga underarter finns listade i Catalogue of Life.